# نایجل استفورد-کلارک
نایجل استفورد-کلارک (انگلیسی: Nigel Stafford-Clark؛ زادهٔ ۱۲ ژوئن ۱۹۴۸) تهیه‌کننده فیلم و تهیه‌کننده تلویزیونی اهل بریتانیا است. وی بین سال‌های ۱۹۸۲ تا ۲۰۱۸ میلادی فعالیت می‌کرد و عضو انجمن سلطنتی هنر است.
از فیلم‌ها یا مجموعه‌های تلویزیونی که وی در آن‌ها نقش داشته‌است، می‌توان به تایتانیک، نشریات، واریور، راه و رسم زندگی ما و دکتر فاستر اشاره نمود.